# مأمور حفاظت از پرتو

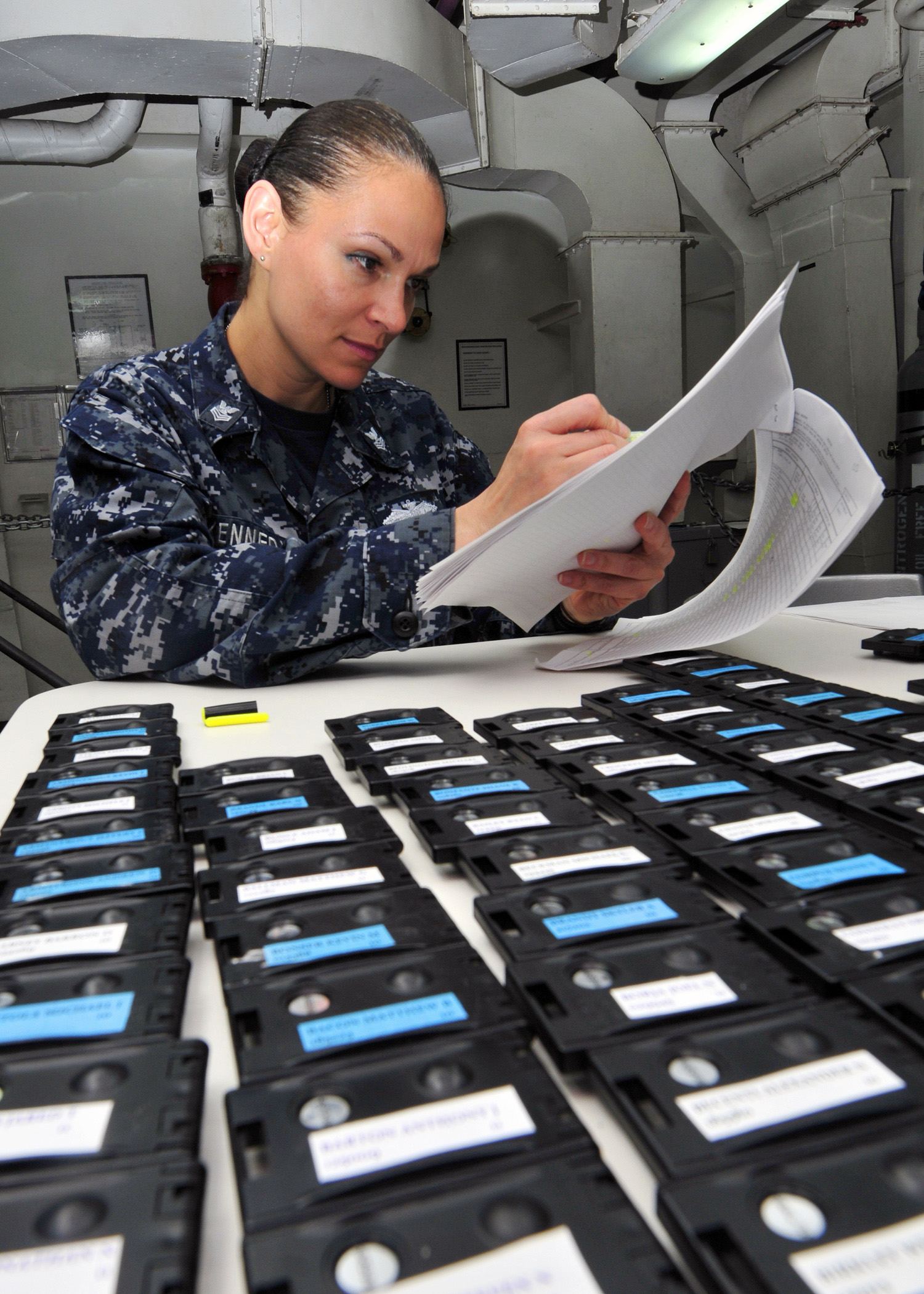
یک مامور سلامت پرتوی درون ناو جنگی رونالد ریگان در حال کنترل پرتوسنج های TLD پرسنل خدمه کشتی

مسئول فیزیک بهداشت یا مأمور بهداشت پرتوی (به انگلیسی: Radiation Safety Officer) یا همان RSO به شخصی گویند که از نظر حقیقی برابر آئین نامه مربوطه واجد صلاحیت علمی و فنی و شرایط لازم برای تصدی مسئولیت حفاظت در برابر اشعه در محدوده پروانه مربوطه در یک سازمان یا مؤسسه باشد.
وظایف و شرایط تصدی چنین مقامی به خوبی توسط برخی سازمانهای بین‌المللی همانند انجمن فیزیک پزشکی آمریکا و کالج رادیولوژی آمریکا به وضوح تعریف و تبیین شده است. در آمریکا و برخی کشورهای دیگر، تمام موسساتی که با مواد پرتوزا کار می‌کنند موظفند یک چنین شخصی را در استخدام خود داشته باشند.
بر طبق آمار سال ۲۰۱۱ میلادی، در آمریکا مأمور سلامت پرتوی به‌طور متوسط در حدود ۱۲۰٬۰۰۰ دلار در سال حقوق دریافت می‌کرده است.